# Diego Jongen
Diego Jongen (Heerlen, 10 maart 1983) is een Nederlandse voetballer die anno 2006 onder contract staat bij voetbalclub Go Ahead Eagles.
Diego Jongen begon met voetballen bij RKTSV, alwaar hij werd ontdekt door Roda JC. In het seizoen 2000/2001 maakte hij voor het eerst zijn opwachting voor Roda, hij kwam dat seizoen tot 1 duel. Na nog twee seizoenen, waarin hij 15 maal in actie kwam en eenmaal doel trof, werd hij in het seizoen 2003/2004 verhuurd aan MVV uit Maastricht. Hij speelde 12 wedstrijden in het shirt van MVV en maakte daarin twee doelpunten. Diego Jongen keerde in 2004 terug bij Roda JC, alwaar hij dat seizoen 8 wedstrijden speelde en 1 doelpunt maakte. Ook in het seizoen 2005/2006 staat hij onder contract bij Roda JC.
In het seizoen 2006/2007 verdedigt de speler de kleuren van Go Ahead Eagles uit Deventer.
In het seizoen 2007/2008 speelt Diego voor de Belgische club SK Tongeren. 
Anno 2011 komt hij uit voor Groene Ster, dat in het seizoen 2011/2012 in de Hoofdklasse B zal acteren.